# Abierto de Estados Unidos 2018
El Abierto de los Estados Unidos (en inglés: US Open) se llevó a cabo en las canchas de superficie dura del USTA Billie Jean King National Tennis Center de Flushing Meadows, Nueva York (Estados Unidos), entre el 27 de agosto y el 9 de septiembre de 2018. Fue un evento de la Federación Internacional de Tenis (ITF, por sus siglas en inglés) que forma parte del Tour Mundial de la ATP de 2018 y del Tour de la WTA de 2017 bajo la categoría de Grand Slam. Además de ser la 138.ª edición del Abierto, este fue el cuarto y último torneo del Grand Slam del año.
El torneo se disputó en las 17 canchas de pista dura de DecoTurf del National Tennis Center, que incluye las tres canchas principales: Estadio Arthur Ashe, Estadio Louis Armstrong y el Grandstand.
Los campeones defensores son Sloane Stephens y Rafael Nadal.

## Puntos y premios

### Distribución de puntos

#### Séniors
| Evento               | G    | F    | SF  | CF  | R16 | R32 | R64 | R128 | C  | C3 | C2 | C1 |
| Individual masculino | 2000 | 1200 | 720 | 360 | 180 | 90  | 45  | 10   | 25 | 16 | 8  | 0  |
| Dobles masculino     | 2000 | 1200 | 720 | 360 | 180 | 90  | 0   | —    | —  | —  | —  | —  |
| Individual femenino  | 2000 | 1300 | 780 | 430 | 240 | 130 | 70  | 10   | 40 | 30 | 20 | 2  |
| Dobles femenino      | 2000 | 1300 | 780 | 430 | 240 | 130 | 10  | —    | —  | —  | —  | —  |

| Evento           | G   | F   | SF  | CF  |
| Individual       | 800 | 500 | 375 | 100 |
| Dobles           | 800 | 500 | 100 | —   |
| Quad* Individual | 800 | 500 | 375 | 100 |
| Quad* Dobles     | 800 | 100 | —   | —   |

| Evento               | G   | F   | SF  | CF  | R16 | R32 | C  | C3 |
| Individual masculino | 375 | 270 | 180 | 120 | 75  | 30  | 25 | 20 |
| Individual femenino  | 375 | 270 | 180 | 120 | 75  | 30  | 25 | 20 |
| Dobles masculino     | 270 | 180 | 120 | 75  | 45  | —   | —  | —  |
| Dobles femenino      | 270 | 180 | 120 | 75  | 45  | —   | —  | —  |

### Premios monetarios
| Evento                        | G             | F             | SF          | CF          | R16         | R32         | R64        | R128       | C3         | C2         | C1       |
| Individual                    | 3 700 000 US$ | 1 825 000 US$ | 920 000 US$ | 470 000 US$ | 253 625 US$ | 144 000 US$ | 86 000 US$ | 50 000 US$ | 16 350 US$ | 10 900 US$ | 5606 US$ |
| Dobles                        | 675 000 US$   | 340 000 US$   | 160 000 US$ | 82 000 US$  | 44 000 US$  | 26 500 US$  | 16 500 US$ | —          | —          | —          | —        |
| Dobles mixto                  | 150 000 US$   | 70 000 US$    | 30 000 US$  | 15 000 US$  | 10 000 US$  | 5000 US$    | —          | —          | —          | —          | —        |
| Individual en silla de ruedas | 30 000 US$    | 15 500 US$    | 10 500 US$  | 8000 US$    | —           | —           | —          | —          | —          | —          | —        |
| Dobles en silla de ruedas     | 15 000 US$    | 7750 US$      | 5250 US$    | 4000 US$    | —           | —           | —          | —          | —          | —          | —        |
| Dobles por invitación         | 22 000 US$    | 19 000 US$    | 16 000 US$  | 15 000 US$  | 14 000 US$  | —           | —          | —          | —          | —          | —        |

## Actuación de los jugadores en el torneo

### Individual masculino
| Campeón                        | Campeón               | Finalista                 | Finalista                 |
| ------------------------------ | --------------------- | ------------------------- | ------------------------- |
| Novak Djokovic [6]             | Novak Djokovic [6]    | Juan Martín del Potro [3] | Juan Martín del Potro [3] |
| Semifinalistas                 |                       |                           |                           |
| Rafael Nadal [1]               | Rafael Nadal [1]      | Kei Nishikori [21]        | Kei Nishikori [21]        |
| Eliminados en cuartos de final |                       |                           |                           |
| Dominic Thiem [9]              | John Isner [11]       | Marin Čilić [7]           | John Millman              |
| Eliminados en cuarta ronda     |                       |                           |                           |
| Nikoloz Basilashvili           | Kevin Anderson [5]    | Borna Ćorić [20]          | Miloš Raonić [25]         |
| David Goffin [10]              | Philipp Kohlschreiber | João Sousa                | Roger Federer [2]         |
| Eliminados en tercera ronda    |                       |                           |                           |
| Karen Jachanov [27]            | Guido Pella           | Taylor Fritz              | Denis Shapovalov [28]     |
| Fernando Verdasco [31]         | Daniil Medvédev       | Dušan Lajović             | Stan Wawrinka [WC]        |
| Mijaíl Kukushkin               | Nick Kyrgios [30]     | Alexander Zverev [4]      | Lucas Pouille [17]        |
| Diego Schwartzman [13]         | Jan-Lennard Struff    | Richard Gasquet [26]      | Álex de Miñaur            |
| Eliminados en segunda ronda    |                       |                           |                           |
| Vasek Pospisil                 | Lorenzo Sonego [LL]   | Jack Sock [18]            | Paolo Lorenzi             |
| Steve Johnson                  | Jason Kubler [WC]     | Andreas Seppi             | Jérémy Chardy             |
| Denis Kudla                    | Andy Murray [PR]      | Roberto Carballés         | Stefanos Tsitsipas [15]   |
| Nicolás Jarry                  | Cameron Norrie        | Gilles Simon              | Ugo Humbert [Q]           |
| Hubert Hurkacz [Q]             | Frances Tiafoe        | Julien Benneteau          | Robin Haase               |
| Jaume Munar                    | Gaël Monfils          | Matthew Ebden             | Nicolas Mahut [LL]        |
| Tennys Sandgren                | Laslo Djere           | Marcos Baghdatis          | Pablo Carreño [12]        |
| Fabio Fognini [14]             | Hyeon Chung [23]      | Pierre-Hugues Herbert     | Benoît Paire              |
| Eliminados en primera ronda    |                       |                           |                           |
| David Ferrer                   | Lukáš Lacko           | Gilles Müller             | Albert Ramos              |
| Guido Andreozzi                | Aljaž Bedene          | Casper Ruud [Q]           | Kyle Edmund [16]          |
| Mirza Bašić                    | Denis Istomin         | Mischa Zverev             | Roberto Bautista [19]     |
| Félix Auger-Aliassime [Q]      | Sam Querrey           | Andréi Rubliov            | Ryan Harrison             |
| Donald Young                   | Matteo Berrettini     | James Duckworth [PR]      | Feliciano López           |
| Florian Mayer                  | Mitchell Krueger [Q]  | Evgeny Donskoy            | Tommy Robredo [Q]         |
| Bradley Klahn [WC]             | Peter Gojowczyk       | Jordan Thompson           | Damir Džumhur [24]        |
| Carlos Berlocq [Q]             | Lloyd Harris [Q]      | Collin Altamirano [Q]     | Grigor Dimitrov [8]       |
| Marius Copil                   | Stefano Travaglia [Q] | Taro Daniel               | Adrian Mannarino [29]     |
| Marco Cecchinato [22]          | Tim Smyczek [WC]      | Mackenzie McDonald        | Federico Gaio [Q]         |
| Federico Delbonis              | Ruben Bemelmans [LL]  | Facundo Bagnis [Q]        | Maximilian Marterer       |
| Filip Krajinović [32]          | Yannick Hanfmann      | Corentin Moutet [WC]      | Peter Polansky [LL]       |
| Márton Fucsovics               | Viktor Troicki        | Leonardo Mayer            | Yuichi Sugita             |
| Yannick Maden [Q]              | Mikhail Youzhny       | Marcel Granollers [Q]     | Malek Jaziri              |
| Michael Mmoh [WC]              | Jenson Brooksby [WC]  | Noah Rubin [WC]           | Ričardas Berankis         |
| Radu Albot                     | Yuki Bhambri          | Dennis Novak [Q]          | Yoshihito Nishioka [PR]   |

### Individual femenino
| Campeona                       | Campeona                   | Finalista             | Finalista                     |
| ------------------------------ | -------------------------- | --------------------- | ----------------------------- |
| Naomi Osaka [20]               | Naomi Osaka [20]           | Serena Williams [17]  | Serena Williams [17]          |
| Semifinalistas                 |                            |                       |                               |
| Anastasija Sevastova [19]      | Anastasija Sevastova [19]  | Madison Keys [14]     | Madison Keys [14]             |
| Eliminadas en cuartos de final |                            |                       |                               |
| Karolína Plíšková [8]          | Sloane Stephens [3]        | Carla Suárez [30]     | Lesia Tsurenko                |
| Eliminadas en cuarta ronda     |                            |                       |                               |
| Kaia Kanepi                    | Ashleigh Barty [18]        | Elise Mertens [15]    | Elina Svitolina [7]           |
| María Sharápova [22]           | Dominika Cibulková [29]    | Aryna Sabalenka [26]  | Markéta Vondroušová           |
| Eliminadas en tercera ronda    |                            |                       |                               |
| Rebecca Peterson               | Venus Williams [16]        | Karolína Muchová [Q]  | Sofia Kenin                   |
| Victoria Azarenka [WC]         | Barbora Strýcová [23]      | Ekaterina Makarova    | Qiang Wang                    |
| Kiki Bertens [13]              | Aleksandra Krunić          | Caroline Garcia [6]   | Kateřina Siniaková            |
| Angelique Kerber [4]           | Aliaksandra Sasnovich      | Jeļena Ostapenko [10] | Petra Kvitová [5]             |
| Eliminadas en segunda ronda    |                            |                       |                               |
| Jil Teichmann [Q]              | Vania King [PR]            | Carina Witthöft       | Camila Giorgi                 |
| Garbiñe Muguruza [12]          | Lucie Šafářová             | Maria Sakkari [31]    | Ana Bogdan                    |
| Anhelina Kalinina [Q]          | Daria Gavrilova [25]       | Lara Arruabarrena     | Vera Lapko                    |
| Julia Görges [9]               | Claire Liu [WC]            | Irina-Camelia Begu    | Tatjana Maria                 |
| Mónica Puig                    | Kristina Mladenovic        | Sorana Cîrstea        | Taylor Townsend               |
| Bernarda Pera                  | Kirsten Flipkens           | Su-Wei Hsieh          | Johanna Larsson               |
| Yafan Wang                     | Vera Zvonareva [Q]         | Julia Glushko [Q]     | Daria Kasátkina [11]          |
| Francesca Di Lorenzo [Q]       | Eugénie Bouchard [Q]       | Ajla Tomljanović      | Caroline Wozniacki [2]        |
| Eliminadas en primera ronda    |                            |                       |                               |
| Simona Halep [1]               | Dalila Jakupović           | Natalia Vikhlyantseva | Anastasía Pavlyuchenkova [27] |
| Magda Linette                  | Caroline Dolehide          | Whitney Osuigwe [WC]  | Svetlana Kuznetsova [WC]      |
| Zhang Shuai                    | Dayana Yastremska          | Petra Martić          | Ons Jabeur [Q]                |
| Asia Muhammad [WC]             | Madison Brengle [LL]       | Marie Bouzková [Q]    | Zarina Diyas                  |
| Evgeniya Rodina                | Kathinka von Deichmann [Q] | Viktória Kužmová      | Sara Sorribes                 |
| Danielle Lao [Q]               | Kateryna Kozlova           | Kateryna Bondarenko   | Kurumi Nara                   |
| Anna Kalinskaya [Q]            | Heather Watson [Q]         | Polona Hercog         | Donna Vekić                   |
| Magdaléna Rybáriková [31]      | Jennifer Brady             | Agnieszka Radwańska   | Sachia Vickery                |
| Johanna Konta                  | Stefanie Vögele            | Tamara Zidanšek       | Nicole Gibbs [Q]              |
| Patty Schnyder [Q]             | Alison Riske               | Amanda Anisimova [WC] | Andrea Petković               |
| Pauline Parmentier             | Yulia Putintseva           | Timea Bacsinszky [PR] | Coco Vandeweghe [24]          |
| Arantxa Rus [Q]                | Ekaterina Alexandrova      | Alizé Cornet          | Margarita Gasparyan [PR]      |
| Yanina Wickmayer               | Anna Karolína Schmiedlová  | Anna Blinkova         | Danielle Collins              |
| Laura Siegemund [PR]           | Monica Niculescu           | Belinda Bencic        | Tímea Babos                   |
| Kristýna Plíšková              | Christina McHale           | Harmony Tan [WC]      | Mona Barthel [LL]             |
| Anett Kontaveit [28]           | Lizette Cabrera [WC]       | Alison Van Uytvanck   | Samantha Stosur               |

## Sumario

### Día 1 (27 de agosto)
- Cabezas de serie eliminados:
  - Individual masculino:  Grigor Dimitrov [8],  Kyle Edmund [16],  Roberto Bautista [19],  Damir Džumhur [24]
  - Individual femenino:  Simona Halep [1],  Anastasia Pavlyuchenkova [27],  Magdaléna Rybáriková [31]
- Orden de juego

| Partidos en los estadios principales                 | Partidos en los estadios principales | Partidos en los estadios principales | Partidos en los estadios principales |
| Partidos en el Arthur Ashe Stadium                   | Partidos en el Arthur Ashe Stadium   | Partidos en el Arthur Ashe Stadium   | Partidos en el Arthur Ashe Stadium   |
| Evento                                               | Ganador                              | Perdedor                             | Marcador                             |
| ---------------------------------------------------- | ------------------------------------ | ------------------------------------ | ------------------------------------ |
| Individual masculino - Primera ronda                 | Stan Wawrinka [WC]                   | Grigor Dimitrov [8]                  | 6-3, 6-2, 7-5                        |
| Individual femenino - Primera ronda                  | Venus Williams [16]                  | Svetlana Kuznetsova [WC]             | 6-3, 5-7, 6-3                        |
| Individual femenino - Primera ronda                  | Serena Williams [17]                 | Magda Linette                        | 6-4, 6-0                             |
| Individual masculino - Primera ronda                 | Rafael Nadal [1]                     | David Ferrer                         | 6-3, 3-4, retirado                   |
| Partidos en el Louis Armstrong Stadium               |                                      |                                      |                                      |
| Evento                                               | Ganador                              | Perdedor                             | Marcador                             |
| Individual femenino - Primera ronda                  | Kaia Kanepi                          | Simona Halep [1]                     | 6-2, 6-4                             |
| Individual masculino - Primera ronda                 | Andy Murray [PR]                     | James Duckworth [PR]                 | 6-7(5-7), 6-3, 7-5, 6-3              |
| Individual femenino - Primera ronda                  | Sloane Stephens [3]                  | Evgeniya Rodina                      | 6-1, 7-5                             |
| Individual femenino - Primera ronda                  | Victoria Azarenka [WC]               | Viktória Kužmová                     | 6-3, 7-5                             |
| Individual masculino - Primera ronda                 | Juan Martín del Potro [3]            | Donald Young [Q]                     | 6-0, 6-3, 6-4                        |
| Partidos en Grandstand                               |                                      |                                      |                                      |
| Evento                                               | Ganador                              | Perdedor                             | Marcador                             |
| Individual femenino - Primera ronda                  | Elina Svitolina [7]                  | Sachia Vickery                       | 6-3, 1-6, 6-1                        |
| Individual masculino - Primera ronda                 | John Isner [11]                      | Bradley Klahn [WC]                   | 7-6(7-3), 6-3, 6-4                   |
| Individual femenino - Primera ronda                  | Karolína Plíšková [8]                | Zarina Diyas                         | 6-4, 7-6(7-4)                        |
| Individual masculino - Primera ronda                 | Denis Shapovalov [28]                | Félix Auger-Aliassime [Q]            | 7-5, 5-7, 4-1, retirado              |
| Individual masculino - Primera ronda                 | Dominic Thiem [9]                    | Mirza Bašić                          | 6-3, 6-1, 6-4                        |
| Fondo de color indica un partido de la rama femenina |                                      |                                      |                                      |

### Día 2 (28 de agosto)
- Cabezas de serie eliminados:
  - Individual masculino:  Marco Cecchinato [22],  Adrian Mannarino [29],  Filip Krajinović [32]
  - Individual femenino:  Coco Vandeweghe [24],  Anett Kontaveit [28]
- Orden de juego

| Partidos en los estadios principales                 | Partidos en los estadios principales | Partidos en los estadios principales | Partidos en los estadios principales |
| Partidos en el Arthur Ashe Stadium                   | Partidos en el Arthur Ashe Stadium   | Partidos en el Arthur Ashe Stadium   | Partidos en el Arthur Ashe Stadium   |
| Evento                                               | Ganador                              | Perdedor                             | Marcador                             |
| ---------------------------------------------------- | ------------------------------------ | ------------------------------------ | ------------------------------------ |
| Individual femenino - Primera ronda                  | Caroline Wozniacki [2]               | Samantha Stosur                      | 6-3, 6-2                             |
| Individual masculino - Primera ronda                 | Novak Djokovic [6]                   | Márton Fucsovics                     | 6-3, 3-6, 6-4, 6-0                   |
| Individual masculino - Primera ronda                 | Roger Federer [2]                    | Yoshihito Nishioka [PR]              | 6-2, 6-2, 6-4                        |
| Individual femenino - Primera ronda                  | Madison Keys [14]                    | Pauline Parmentier                   | 6-4, 6-4                             |
| Partidos en el Louis Armstrong Stadium               |                                      |                                      |                                      |
| Evento                                               | Ganador                              | Perdedor                             | Marcador                             |
| Individual femenino - Primera ronda                  | Jeļena Ostapenko [10]                | Andrea Petković                      | 6-4, 4-6, 7-5                        |
| Individual femenino - Primera ronda                  | Angelique Kerber [4]                 | Margarita Gasparyan [PR]             | 7-6(7-5), 6-3                        |
| Individual masculino - Primera ronda                 | Alexander Zverev [4]                 | Peter Polansky [LL]                  | 6-2, 6-1, 6-2                        |
| Individual masculino - Primera ronda                 | Nick Kyrgios [30]                    | Radu Albot                           | 7-5, 2-6, 6-4, 6-2                   |
| Individual femenino - Primera ronda                  | María Sharápova [22]                 | Patty Schnyder [Q]                   | 6-2, 7-6(8-6)                        |
| Partidos en Grandstand                               |                                      |                                      |                                      |
| Evento                                               | Ganador                              | Perdedor                             | Marcador                             |
| Individual femenino - Primera ronda                  | Naomi Osaka [20]                     | Laura Siegemund [PR]                 | 6-3, 6-2                             |
| Individual masculino - Primera ronda                 | Marin Čilić [7]                      | Marius Copil                         | 7-5, 6-1, 1-1, retirado              |
| Individual femenino - Primera ronda                  | Caroline Garcia [6]                  | Johanna Konta                        | 6-2, 6-2                             |
| Individual masculino - Primera ronda                 | Frances Tiafoe                       | Adrian Mannarino [29]                | 6-1, 6-4, 4-6, 6-4                   |
| Fondo de color indica un partido de la rama femenina |                                      |                                      |                                      |

### Día 3 (29 de agosto)
- Cabezas de serie eliminados:
  - Individual masculino:  Jack Sock [18]
  - Individual femenino:  Julia Görges [9],  Garbiñe Muguruza [12],  Daria Gavrilova [25],  Maria Sakkari [32]
  - Dobles masculino:  Oliver Marach /  Mate Pavić [1]
  - Dobles femenino:  Nicole Melichar /  Květa Peschke [8],  Alicja Rosolska /  Abigail Spears [12]
- Orden de juego

| Partidos en los estadios principales                 | Partidos en los estadios principales | Partidos en los estadios principales | Partidos en los estadios principales |
| Partidos en el Arthur Ashe Stadium                   | Partidos en el Arthur Ashe Stadium   | Partidos en el Arthur Ashe Stadium   | Partidos en el Arthur Ashe Stadium   |
| Evento                                               | Ganador                              | Perdedor                             | Marcador                             |
| ---------------------------------------------------- | ------------------------------------ | ------------------------------------ | ------------------------------------ |
| Individual femenino - Segunda ronda                  | Sloane Stephens [3]                  | Anhelina Kalinina [Q]                | 4-6, 7-5, 6-2                        |
| Individual masculino - Segunda ronda                 | Fernando Verdasco [31]               | Andy Murray [PR]                     | 7-5, 2-6, 6-4, 6-4                   |
| Individual femenino - Segunda ronda                  | Serena Williams [17]                 | Carina Witthöft                      | 6-2, 6-2                             |
| Individual masculino - Segunda ronda                 | Rafael Nadal [1]                     | Vasek Pospisil                       | 6-3, 6-4, 6-2                        |
| Partidos en el Louis Armstrong Stadium               |                                      |                                      |                                      |
| Evento                                               | Ganador                              | Perdedor                             | Marcador                             |
| Individual femenino - Segunda ronda                  | Elina Svitolina [7]                  | Tatjana Maria                        | 6-2, 6-3                             |
| Individual femenino - Segunda ronda                  | Venus Williams [16]                  | Camila Giorgi                        | 6-4, 7-5                             |
| Individual masculino - Segunda ronda                 | Juan Martín del Potro [3]            | Denis Kudla                          | 6-3, 6-1, 7-6(7-4)                   |
| Individual masculino - Segunda ronda                 | Nikoloz Basilashvili                 | Jack Sock [18]                       | 4-6, 6-3, 6-2, 7-6(7-3)              |
| Individual femenino - Segunda ronda                  | Karolína Muchová [Q]                 | Garbiñe Muguruza [12]                | 3-6, 6-4, 6-4                        |
| Partidos en Grandstand                               |                                      |                                      |                                      |
| Evento                                               | Ganador                              | Perdedor                             | Marcador                             |
| Individual masculino - Segunda ronda                 | Stan Wawrinka [WC]                   | Ugo Humbert [Q]                      | 7-6(7-5), 4-6, 6-3, 7-5              |
| Individual femenino - Segunda ronda                  | Ekaterina Makarova                   | Julia Görges [9]                     | 7-6(12-10), 6-3                      |
| Individual masculino - Segunda ronda                 | John Isner [11]                      | Nicolás Jarry                        | 6-7(7-9), 6-4, 3-6, 7-6(7-2), 6-4    |
| Individual femenino - Segunda ronda                  | Sofia Kenin                          | Maria Sakkari [32]                   | 4-6, 6-1, 6-4                        |
| Fondo de color indica un partido de la rama femenina |                                      |                                      |                                      |

### Día 4 (30 de agosto)
- Cabezas de serie eliminados:
  - Individual masculino:  Pablo Carreño [12],  Fabio Fognini [14],  Hyeon Chung [23]
  - Individual femenino:  Caroline Wozniacki [2],  Daria Kasátkina [11]
  - Dobles masculino:  Ben McLachlan /  Jan-Lennard Struff [12]
  - Dobles femenino:  Andreja Klepač /  María José Martínez [5],  Vania King /  Katarina Srebotnik [11],  Miyu Kato /  Makoto Ninomiya [16]
  - Dobles mixto:  Hao-Ching Chan /  Henri Kontinen [3],  Demi Schuurs /  Matwé Middelkoop [6]
- Orden de juego

| Partidos en los estadios principales                 | Partidos en los estadios principales | Partidos en los estadios principales | Partidos en los estadios principales |
| Partidos en el Arthur Ashe Stadium                   | Partidos en el Arthur Ashe Stadium   | Partidos en el Arthur Ashe Stadium   | Partidos en el Arthur Ashe Stadium   |
| Evento                                               | Ganador                              | Perdedor                             | Marcador                             |
| ---------------------------------------------------- | ------------------------------------ | ------------------------------------ | ------------------------------------ |
| Individual femenino - Segunda ronda                  | Angelique Kerber [4]                 | Johanna Larsson                      | 6-2, 5-7, 6-4                        |
| Individual masculino - Segunda ronda                 | Roger Federer [2]                    | Benoît Paire                         | 7-5, 6-4, 6-4                        |
| Individual masculino - Segunda ronda                 | Novak Djokovic [6]                   | Tennys Sandgren                      | 6-1, 6-3, 6-7(2-7), 6-2              |
| Individual femenino - Segunda ronda                  | María Sharápova [22]                 | Sorana Cîrstea                       | 6-2, 7-5                             |
| Partidos en el Louis Armstrong Stadium               |                                      |                                      |                                      |
| Evento                                               | Ganador                              | Perdedor                             | Marcador                             |
| Individual femenino - Segunda ronda                  | Petra Kvitová [5]                    | Yafan Wang                           | 7-5, 6-3                             |
| Individual masculino - Segunda ronda                 | Alexander Zverev [4]                 | Nicolas Mahut [LL]                   | 6-4, 6-4, 6-2                        |
| Individual femenino - Segunda ronda                  | Madison Keys [14]                    | Bernarda Pera                        | 6-4, 6-1                             |
| Individual masculino - Segunda ronda                 | Kei Nishikori [21]                   | Gaël Monfils                         | 6-2, 5-4, retirado                   |
| Individual femenino - Segunda ronda                  | Lesia Tsurenko                       | Caroline Wozniacki [2]               | 6-4, 6-2                             |
| Partidos en Grandstand                               |                                      |                                      |                                      |
| Evento                                               | Ganador                              | Perdedor                             | Marcador                             |
| Individual femenino - Segunda ronda                  | Aliaksandra Sasnovich                | Daria Kasátkina [11]                 | 6-2, 7-6(7-3)                        |
| Individual femenino - Segunda ronda                  | Caroline Garcia [6]                  | Mónica Puig                          | 6-2, 1-6, 6-4                        |
| Individual masculino - Segunda ronda                 | Lucas Pouille [17]                   | Marcos Baghdatis                     | 6-7(4-7), 6-4, 6-4, 6-3              |
| Individual masculino - Segunda ronda                 | Marin Čilić [7]                      | Hubert Hurkacz [Q]                   | 6-2, 6-0, 6-0                        |
| Fondo de color indica un partido de la rama femenina |                                      |                                      |                                      |

### Día 5 (31 de agosto)
- Cabezas de serie eliminados:
  - Individual masculino:  Karen Jachanov [27],  Denis Shapovalov [28],  Fernando Verdasco [31]
  - Individual femenino:  Venus Williams [16],  Barbora Strýcová [23]
  - Dobles masculino:  Jean-Julien Rojer /  Horia Tecău [6],  Raven Klaasen /  Michael Venus [8],  Feliciano López /  Marc López [10],  Julio Peralta /  Horacio Zeballos [13]
  - Dobles femenino:  Kiki Bertens /  Johanna Larsson [9],  Hao-Ching Chan /  Yang Zhaoxuan [10],  Irina-Camelia Begu /  Monica Niculescu [15]
- Orden de juego

| Partidos en los estadios principales                 | Partidos en los estadios principales | Partidos en los estadios principales | Partidos en los estadios principales |
| Partidos en el Arthur Ashe Stadium                   | Partidos en el Arthur Ashe Stadium   | Partidos en el Arthur Ashe Stadium   | Partidos en el Arthur Ashe Stadium   |
| Evento                                               | Ganador                              | Perdedor                             | Marcador                             |
| ---------------------------------------------------- | ------------------------------------ | ------------------------------------ | ------------------------------------ |
| Individual femenino - Tercera ronda                  | Sloane Stephens [3]                  | Victoria Azarenka [WC]               | 6-3, 6-4                             |
| Individual masculino - Tercera ronda                 | Rafael Nadal [1]                     | Karen Jachanov [27]                  | 5-7, 7-5, 7-6(9-7), 7-6(7-3)         |
| Individual femenino - Tercera ronda                  | Serena Williams [17]                 | Venus Williams [16]                  | 6-1, 6-2                             |
| Individual masculino - Tercera ronda                 | Juan Martín del Potro [3]            | Fernando Verdasco [31]               | 7-5, 7-6(8-6), 6-3                   |
| Partidos en el Louis Armstrong Stadium               |                                      |                                      |                                      |
| Evento                                               | Ganador                              | Perdedor                             | Marcador                             |
| Individual femenino - Tercera ronda                  | Elise Mertens [15]                   | Barbora Strýcová [23]                | 6-3, 7-6(7-4)                        |
| Individual femenino - Tercera ronda                  | Elina Svitolina [7]                  | Qiang Wang                           | 6-4, 6-4                             |
| Individual masculino - Tercera ronda                 | Kevin Anderson [5]                   | Denis Shapovalov [28]                | 4-6, 6-3, 6-4, 4-6, 6-4              |
| Individual masculino - Tercera ronda                 | Miloš Raonić [25]                    | Stan Wawrinka [WC]                   | 7-6(8-6), 6-4, 6-3                   |
| Individual femenino - Tercera ronda                  | Karolína Plíšková [8]                | Sofia Kenin                          | 6-4, 7-6(7-2)                        |
| Partidos en Grandstand                               |                                      |                                      |                                      |
| Evento                                               | Ganador                              | Perdedor                             | Marcador                             |
| Individual femenino - Tercera ronda                  | Anastasija Sevastova [19]            | Ekaterina Makarova                   | 4-6, 6-1, 6-2                        |
| Individual masculino - Tercera ronda                 | Dominic Thiem [9]                    | Taylor Fritz                         | 3-6, 6-3, 7-6(7-5), 6-4              |
| Individual masculino - Tercera ronda                 | John Isner [11]                      | Dušan Lajović                        | 7-6(10-8), 6-7(6-8), 6-3, 7-5        |
| Fondo de color indica un partido de la rama femenina |                                      |                                      |                                      |

### Día 6 (1 de septiembre)
- Cabezas de serie eliminados:
  - Individual masculino:  Alexander Zverev [4],  Diego Schwartzman [13],  Lucas Pouille [17],  Richard Gasquet [26],  Nick Kyrgios [30]
  - Individual femenino:  Angelique Kerber [4],  Petra Kvitová [5],  Caroline Garcia [6],  Jeļena Ostapenko [10],  Kiki Bertens [13]
  - Dobles masculino:  Henri Kontinen /  John Peers [2]
  - Dobles femenino:  Gabriela Dabrowski /  Xu Yifan [4]
  - Dobles mixto:  Gabriela Dabrowski /  Mate Pavić [1]
- Orden de juego

| Partidos en los estadios principales                 | Partidos en los estadios principales | Partidos en los estadios principales | Partidos en los estadios principales |
| Partidos en el Arthur Ashe Stadium                   | Partidos en el Arthur Ashe Stadium   | Partidos en el Arthur Ashe Stadium   | Partidos en el Arthur Ashe Stadium   |
| Evento                                               | Ganador                              | Perdedor                             | Marcador                             |
| ---------------------------------------------------- | ------------------------------------ | ------------------------------------ | ------------------------------------ |
| Individual femenino - Tercera ronda                  | Madison Keys [14]                    | Aleksandra Krunić                    | 4-6, 6-1, 6-2                        |
| Individual masculino - Tercera ronda                 | Roger Federer [2]                    | Nick Kyrgios [30]                    | 6-4, 6-1, 7-5                        |
| Individual femenino - Tercera ronda                  | María Sharápova [22]                 | Jeļena Ostapenko [10]                | 6-3, 6-2                             |
| Individual masculino - Tercera ronda                 | Novak Djokovic [6]                   | Richard Gasquet [26]                 | 6-2, 6-3, 6-3                        |
| Partidos en el Louis Armstrong Stadium               |                                      |                                      |                                      |
| Evento                                               | Ganador                              | Perdedor                             | Marcador                             |
| Individual femenino - Tercera ronda                  | Markéta Vondroušová                  | Kiki Bertens [13]                    | 7-6(7-4), 2-6, 7-6(7-1)              |
| Individual femenino - Tercera ronda                  | Dominika Cibulková [29]              | Angelique Kerber [4]                 | 3-6, 6-3, 6-3                        |
| Individual masculino - Tercera ronda                 | Philipp Kohlschreiber                | Alexander Zverev [4]                 | 6-7(1-7), 6-4, 6-1, 6-3              |
| Individual femenino - Tercera ronda                  | Aryna Sabalenka [26]                 | Petra Kvitová [5]                    | 7-5, 6-1                             |
| Individual masculino - Tercera ronda                 | Marin Čilić [7]                      | Álex de Miñaur                       | 4-6, 3-6, 6-3, 6-4, 7-5              |
| Partidos en Grandstand                               |                                      |                                      |                                      |
| Evento                                               | Ganador                              | Perdedor                             | Marcador                             |
| Individual masculino - Tercera ronda                 | John Millman                         | Mikhail Kukushkin                    | 6-4, 4-6, 6-1, 6-3                   |
| Individual femenino - Tercera ronda                  | Lesia Tsurenko                       | Kateřina Siniaková                   | 6-4, 6-0                             |
| Individual femenino - Tercera ronda                  | Naomi Osaka [20]                     | Aliaksandra Sasnovich                | 6-0, 6-0                             |
| Individual masculino - Tercera ronda                 | Kei Nishikori [21]                   | Diego Schwartzman [13]               | 6-4, 6-4, 5-7, 6-1                   |
| Fondo de color indica un partido de la rama femenina |                                      |                                      |                                      |

### Día 7 (2 de septiembre)
- Cabezas de serie eliminados:
  - Individual masculino:  Kevin Anderson [5],  Borna Ćorić [20],  Miloš Raonić [25]
  - Individual femenino:  Elina Svitolina [7],  Elise Mertens [15],  Ashleigh Barty [18]
  - Dobles masculino:  Pierre-Hugues Herbert /  Nicolas Mahut [9]
  - Dobles femenino:  Raquel Atawo /  Anna-Lena Grönefeld [14]
  - Dobles mixto:  Katarina Srebotnik /  Michael Venus [7],  Abigail Spears /  Juan Sebastián Cabal [8]
- Orden de juego

| Partidos en los estadios principales                 | Partidos en los estadios principales    | Partidos en los estadios principales       | Partidos en los estadios principales |
| Partidos en el Arthur Ashe Stadium                   | Partidos en el Arthur Ashe Stadium      | Partidos en el Arthur Ashe Stadium         | Partidos en el Arthur Ashe Stadium   |
| Evento                                               | Ganador                                 | Perdedor                                   | Marcador                             |
| ---------------------------------------------------- | --------------------------------------- | ------------------------------------------ | ------------------------------------ |
| Individual masculino - Cuarta ronda                  | Rafael Nadal [1]                        | Nikoloz Basilashvili                       | 6-3, 6-3, 6-7(6-8), 6-4              |
| Individual femenino - Cuarta ronda                   | Serena Williams [17]                    | Kaia Kanepi                                | 6-0, 4-6, 6-3                        |
| Individual femenino - Cuarta ronda                   | Sloane Stephens [3]                     | Elise Mertens [15]                         | 6-3, 6-3                             |
| Individual masculino - Cuarta ronda                  | Juan Martín del Potro [3]               | Borna Ćorić [20]                           | 6-4, 6-3, 6-1                        |
| Partidos en el Louis Armstrong Stadium               |                                         |                                            |                                      |
| Evento                                               | Ganador                                 | Perdedor                                   | Marcador                             |
| Individual masculino - Cuarta ronda                  | Dominic Thiem [9]                       | Kevin Anderson [5]                         | 7-5, 6-2, 7-6(7-2)                   |
| Individual femenino - Cuarta ronda                   | Karolína Plíšková [8]                   | Ashleigh Barty [18]                        | 6-4, 6-4                             |
| Individual masculino - Cuarta ronda                  | John Isner [11]                         | Miloš Raonić [25]                          | 3-6, 6-3, 6-4, 3-6, 6-2              |
| Dobles masculino - Tercera ronda                     | Radu Albot [Alt] Malek Jaziri [Alt]     | Christian Harrison [WC] Ryan Harrison [WC] | 6-2, 4-6, 7-6(7-5)                   |
| Partidos en Grandstand                               |                                         |                                            |                                      |
| Evento                                               | Ganador                                 | Perdedor                                   | Marcador                             |
| Dobles masculino - Tercera ronda                     | Austin Krajicek Tennys Sandgren         | Nikola Mektić [PR] Jürgen Melzer [PR]      | 6-3, 6-4                             |
| Dobles femenino - Tercera ronda                      | Tímea Babos [2] Kristina Mladenovic [2] | Raquel Atawo [14] Anna-Lena Grönefeld [14] | 6-3, 6-4                             |
| Dobles femenino - Tercera ronda                      | Samantha Stosur Zhang Shuai             | Timea Bacsinszky [PR] Vera Zvonareva [PR]  | 6-3, 6-3                             |
| Individual femenino - Cuarta ronda                   | Anastasija Sevastova [19]               | Elina Svitolina [7]                        | 6-3, 1-6, 6-0                        |
| Fondo de color indica un partido de la rama femenina |                                         |                                            |                                      |

### Día 8 (3 de septiembre)
- Cabezas de serie eliminados:
  - Individual masculino:  Roger Federer [2],  David Goffin [10]
  - Individual femenino:  María Sharápova [22],  Aryna Sabalenka [26],  Dominika Cibulková [29]
  - Dobles masculino:  Ivan Dodig /  Marcel Granollers [11],  Robin Haase /  Matwé Middelkoop [14],  Dominic Inglot /  Franko Škugor [16]
  - Dobles femenino:  Andrea Hlaváčková /  Barbora Strýcová [3]
  - Dobles mixto:  Nicole Melichar /  Oliver Marach [2]
- Orden de juego

| Partidos en los estadios principales                 | Partidos en los estadios principales      | Partidos en los estadios principales   | Partidos en los estadios principales |
| Partidos en el Arthur Ashe Stadium                   | Partidos en el Arthur Ashe Stadium        | Partidos en el Arthur Ashe Stadium     | Partidos en el Arthur Ashe Stadium   |
| Evento                                               | Ganador                                   | Perdedor                               | Marcador                             |
| ---------------------------------------------------- | ----------------------------------------- | -------------------------------------- | ------------------------------------ |
| Individual femenino - Cuarta ronda                   | Madison Keys [14]                         | Dominika Cibulková [29]                | 6-1, 6-3                             |
| Individual masculino - Cuarta ronda                  | Novak Djokovic [6]                        | João Sousa                             | 6-3, 6-4, 6-3                        |
| Individual femenino - Cuarta ronda                   | Carla Suárez [30]                         | María Sharápova [22]                   | 6-4, 6-3                             |
| Individual masculino - Cuarta ronda                  | John Millman                              | Roger Federer [2]                      | 3-6, 7-5, 7-6(9-7), 7-6(7-3)         |
| Partidos en el Louis Armstrong Stadium               |                                           |                                        |                                      |
| Evento                                               | Ganador                                   | Perdedor                               | Marcador                             |
| Individual masculino - Cuarta ronda                  | Kei Nishikori [21]                        | Philipp Kohlschreiber                  | 6-3, 6-2, 7-5                        |
| Individual femenino - Cuarta ronda                   | Naomi Osaka [20]                          | Aryna Sabalenka [26]                   | 6-3, 2-6, 6-4                        |
| Individual masculino - Cuarta ronda                  | Marin Čilić [7]                           | David Goffin [10]                      | 7-6(8-6), 6-2, 6-4                   |
| Dobles mixto - Cuartos de final                      | Bethanie Mattek-Sands Jamie Murray        | Nadiia Kichenok Wesley Koolhof         | 7-6(7-5), 6-7(6-8), [10-7]           |
| Partidos en Grandstand                               |                                           |                                        |                                      |
| Evento                                               | Ganador                                   | Perdedor                               | Marcador                             |
| Dobles masculino - Tercera ronda                     | Juan Sebastián Cabal [5] Robert Farah [5] | Ivan Dodig [11] Marcel Granollers [11] | 6-2, 2-6, 6-3                        |
| Dobles masculino - Tercera ronda                     | Jamie Murray [4] Bruno Soares [4]         | Robin Haase [14] Matwé Middelkoop [14] | 7-6(7-4), 6-4                        |
| Individual femenino - Cuarta ronda                   | Lesia Tsurenko                            | Markéta Vondroušová                    | 6-7(3-7), 7-5, 6-2                   |
| Fondo de color indica un partido de la rama femenina |                                           |                                        |                                      |

### Día 9 (4 de septiembre)
- Cabezas de serie eliminados:
  - Individual masculino:  Dominic Thiem [9],  John Isner [11]
  - Individual femenino:  Sloane Stephens [3],  Karolína Plíšková [8]
  - Dobles masculino:  Rohan Bopanna /  Édouard Roger-Vasselin [15]
  - Dobles femenino:  Lucie Hradecká /  Ekaterina Makarova [6]
  - Dobles mixto:  Andrea Hlaváčková /  Édouard Roger-Vasselin [5]
- Orden de juego

| Partidos en los estadios principales                 | Partidos en los estadios principales          | Partidos en los estadios principales             | Partidos en los estadios principales |
| Partidos en el Arthur Ashe Stadium                   | Partidos en el Arthur Ashe Stadium            | Partidos en el Arthur Ashe Stadium               | Partidos en el Arthur Ashe Stadium   |
| Evento                                               | Ganador                                       | Perdedor                                         | Marcador                             |
| ---------------------------------------------------- | --------------------------------------------- | ------------------------------------------------ | ------------------------------------ |
| Individual femenino - Cuartos de final               | Anastasija Sevastova [19]                     | Sloane Stephens [3]                              | 6-2, 6-3                             |
| Individual masculino - Cuartos de final              | Juan Martín del Potro [3]                     | John Isner [11]                                  | 6-7(5-7), 6-3, 7-6(7-4), 6-2         |
| Individual femenino - Cuartos de final               | Serena Williams [17]                          | Karolína Plíšková [8]                            | 6-4, 6-3                             |
| Individual masculino - Cuartos de final              | Rafael Nadal [1]                              | Dominic Thiem [9]                                | 0-6, 6-4, 7-5, 6-7(4-7), 7-6(7-5)    |
| Partidos en el Louis Armstrong Stadium               |                                               |                                                  |                                      |
| Evento                                               | Ganador                                       | Perdedor                                         | Marcador                             |
| Dobles femenino - Cuartos de final                   | Tímea Babos [2] Kristina Mladenovic [2]       | Lucie Hradecká [6] Ekaterina Makarova [6]        | 7-6(7-5), 6-2                        |
| Dobles masculino - Cuartos de final                  | Juan Sebastián Cabal [5] Robert Farah [5]     | Rohan Bopanna [15] Édouard Roger-Vasselin [15]   | 6-3, 6-4                             |
| Dobles femenino - Cuartos de final                   | Ashleigh Barty [13] Coco Vandeweghe [13]      | Dalila Jakupović Irina Khromacheva               | 6-2, 6-3                             |
| Dobles mixto - Cuartos de final                      | Christina McHale [WC] Christian Harrison [WC] | Andrea Hlaváčková [5] Édouard Roger-Vasselin [5] | 6-3, 6-4                             |
| Partidos en Grandstand                               |                                               |                                                  |                                      |
| Evento                                               | Ganador                                       | Perdedor                                         | Marcador                             |
| Individual júnior femenino - Segunda ronda           | Lea Ma [16]                                   | Lenka Stará                                      | 7-5, 6-0                             |
| Dobles mixto - Cuartos de final                      | Alicja Rosolska Nikola Mektić                 | Raluca Olaru Franko Škugor                       | 7-6(7-5), 6-4                        |
| Dobles masculino - Cuartos de final                  | Łukasz Kubot [7] Marcelo Melo [7]             | Austin Krajicek Tennys Sandgren                  | 6-4, 6-2                             |
| Fondo de color indica un partido de la rama femenina |                                               |                                                  |                                      |

### Día 10 (5 de septiembre)
- Cabezas de serie eliminados:
  - Individual masculino:  Marin Čilić [7]
  - Individual femenino:  Carla Suárez [30]
  - Dobles masculino:  Jamie Murray /  Bruno Soares [4]
  - Dobles femenino:  Elise Mertens /  Demi Schuurs [7]
- Orden de juego

| Partidos en los estadios principales                 | Partidos en los estadios principales          | Partidos en los estadios principales          | Partidos en los estadios principales |
| Partidos en el Arthur Ashe Stadium                   | Partidos en el Arthur Ashe Stadium            | Partidos en el Arthur Ashe Stadium            | Partidos en el Arthur Ashe Stadium   |
| Evento                                               | Ganador                                       | Perdedor                                      | Marcador                             |
| ---------------------------------------------------- | --------------------------------------------- | --------------------------------------------- | ------------------------------------ |
| Individual femenino - Cuartos de final               | Naomi Osaka [20]                              | Lesia Tsurenko                                | 6-1, 6-1                             |
| Individual masculino - Cuartos de final              | Kei Nishikori                                 | Marin Čilić [7]                               | 2-6, 6-4, 7-6(7-5), 4-6, 6-4         |
| Individual femenino - Cuartos de final               | Madison Keys [14]                             | Carla Suárez [30]                             | 6-4, 6-3                             |
| Individual masculino - Cuartos de final              | Novak Djokovic [6]                            | John Millman                                  | 6-3, 6-4, 6-4                        |
| Partidos en Grandstand                               |                                               |                                               |                                      |
| Evento                                               | Ganador                                       | Perdedor                                      | Marcador                             |
| Dobles masculino - Cuartos de final                  | Radu Albot [Alt] Malek Jaziri [Alt]           | Jamie Murray [4] Bruno Soares [4]             | 7-5, 6-4                             |
| Dobles masculino - Cuartos de final                  | Mike Bryan [3] Jack Sock [3]                  | Máximo González Nicolás Jarry                 | 6-4, 7-6(7-3)                        |
| Dobles mixto - Semifinales                           | Bethanie Mattek-Sands Jamie Murray            | Christina McHale [WC] Christian Harrison [WC] | 6-4, 2-6, [10-8]                     |
| Dobles femenino - Cuartos de final                   | Barbora Krejčíková [1] Kateřina Siniaková [1] | Elise Mertens [7] Demi Schuurs [7]            | 2-6, 7-6(9-7), 6-3                   |
| Fondo de color indica un partido de la rama femenina |                                               |                                               |                                      |

### Día 11 (6 de septiembre)
- Cabezas de serie eliminados:
  - Individual femenino:  Madison Keys [14],  Anastasija Sevastova [19]
  - Dobles masculino:  Juan Sebastián Cabal /  Robert Farah [5]
  - Dobles femenino:  Barbora Krejčíková /  Kateřina Siniaková [1]
- Orden de juego

| Partidos en los estadios principales                 | Partidos en los estadios principales                                   | Partidos en los estadios principales                                   | Partidos en los estadios principales |
| Partidos en el Arthur Ashe Stadium                   | Partidos en el Arthur Ashe Stadium                                     | Partidos en el Arthur Ashe Stadium                                     | Partidos en el Arthur Ashe Stadium   |
| Evento                                               | Ganador                                                                | Perdedor                                                               | Marcador                             |
| ---------------------------------------------------- | ---------------------------------------------------------------------- | ---------------------------------------------------------------------- | ------------------------------------ |
| Individual femenino - Semifinales                    | Serena Williams [17]                                                   | Anastasija Sevastova [19]                                              | 6-3, 6-0                             |
| Individual femenino - Semifinales                    | Naomi Osaka [20]                                                       | Madison Keys [14]                                                      | 6-2, 6-4                             |
| Partidos en el Louis Armstrong Stadium               |                                                                        |                                                                        |                                      |
| Evento                                               | Ganador                                                                | Perdedor                                                               | Marcador                             |
| Dobles masculino - Semifinales                       | Łukasz Kubot [7] Marcelo Melo [7]                                      | Radu Albot [Alt] Malek Jaziri [Alt]                                    | 7-6(7-3), 3-6, 6-3                   |
| Dobles masculino - Semifinales                       | Mike Bryan [3] Jack Sock [3]                                           | Juan Sebastián Cabal [5] Robert Farah [5]                              | 6-2, 6-7(1-7), 6-4                   |
| Dobles femenino - Semifinales                        | Ashleigh Barty [13] Coco Vandeweghe [13]                               | Barbora Krejčíková [1] Kateřina Siniaková [1]                          | 6-4, 7-6(8-6)                        |
| Dobles femenino - Semifinales                        | Tímea Babos [2] Kristina Mladenovic [2]                                | Samantha Stosur Zhang Shuai                                            | 6-4, 7-6(7-4)                        |
| Silla de ruedas - Dobles masculino - Semifinales     | Stéphane Houdet / Nicolas Peifer [1] vs Joachim Gérard / Stefan Olsson | Stéphane Houdet / Nicolas Peifer [1] vs Joachim Gérard / Stefan Olsson | Cancelado                            |
| Fondo de color indica un partido de la rama femenina |                                                                        |                                                                        |                                      |

### Día 12 (7 de septiembre)
- Cabezas de serie eliminados:
  - Individual masculino:  Rafael Nadal [1],  Kei Nishikori [21]
  - Dobles masculino:  Łukasz Kubot /  Marcelo Melo [7]
- Orden de juego

| Partidos en los estadios principales                      | Partidos en los estadios principales  | Partidos en los estadios principales | Partidos en los estadios principales |
| Partidos en el Arthur Ashe Stadium                        | Partidos en el Arthur Ashe Stadium    | Partidos en el Arthur Ashe Stadium   | Partidos en el Arthur Ashe Stadium   |
| Evento                                                    | Ganador                               | Perdedor                             | Marcador                             |
| --------------------------------------------------------- | ------------------------------------- | ------------------------------------ | ------------------------------------ |
| Dobles masculino - Final                                  | Mike Bryan [3] Jack Sock [3]          | Łukasz Kubot [7] Marcelo Melo [7]    | 6-3, 6-1                             |
| Individual masculino - Semifinales                        | Juan Martín del Potro [3]             | Rafael Nadal [1]                     | 7-6(7-3), 6-2, retirado              |
| Individual masculino - Semifinales                        | Novak Djokovic [6]                    | Kei Nishikori [21]                   | 6-3, 6-4, 6-2                        |
| Partidos en el Louis Armstrong Stadium                    |                                       |                                      |                                      |
| Evento                                                    | Ganador                               | Perdedor                             | Marcador                             |
| Silla de ruedas - Individual masculino - Cuartos de final | Shingo Kunieda [1]                    | Stefan Olsson                        | 0-6, 6-1, 6-3                        |
| Silla de ruedas - Individual femenino - Cuartos de final  | Yui Kamiji [2]                        | Marjolein Buis                       | 6-0, 6-0                             |
| Dobles júnior femenino - Cuartos de final                 | Hailey Baptiste Dalayna Hewitt        | Himari Sato Zheng Qinwen             | 6-3, 7-5                             |
| Silla de ruedas - Dobles femenino - Semifinales           | Marjolein Buis [2] Aniek van Koot [2] | Dana Matthewson Kgothaso Montjane    | 6-1, 6-1                             |
| Fondo de color indica un partido de la rama femenina      |                                       |                                      |                                      |

### Día 13 (8 de septiembre)
- Cabezas de serie eliminados:
  - Individual femenino:  Serena Williams [17]
- Orden de juego

| Partidos en los estadios principales                 | Partidos en los estadios principales | Partidos en los estadios principales   | Partidos en los estadios principales |
| Partidos en el Arthur Ashe Stadium                   | Partidos en el Arthur Ashe Stadium   | Partidos en el Arthur Ashe Stadium     | Partidos en el Arthur Ashe Stadium   |
| Evento                                               | Ganador                              | Perdedor                               | Marcador                             |
| ---------------------------------------------------- | ------------------------------------ | -------------------------------------- | ------------------------------------ |
| Dobles mixto - Final                                 | Bethanie Mattek-Sands Jamie Murray   | Alicja Rosolska Nikola Mektić          | 2-6, 6-3, [11-9]                     |
| Individual femenino - Final                          | Naomi Osaka [20]                     | Serena Williams [17]                   | 6-2, 6-4                             |
| Silla de ruedas - Dobles masculino - Final           | Alfie Hewett [2] Gordon Reid [2]     | Stéphane Houdet [1] Nicolas Peifer [1] | 5-7, 6-3, [11-9]                     |
| Partidos en el Louis Armstrong Stadium               |                                      |                                        |                                      |
| Evento                                               | Ganador                              | Perdedor                               | Marcador                             |
| Individual júnior masculino - Semifinales            | Lorenzo Musetti                      | Jenson Brooksby [WC]                   | 6-3, 6-3                             |
| Silla de ruedas - Individual masculino - Semifinales | Shingo Kunieda [1]                   | Nicolas Peifer                         | 2-6, 6-4, 7-5                        |
| Silla de ruedas - Dobles femenino - Final            | Diede de Groot [1] Yui Kamiji [1]    | Marjolein Buis [2] Aniek van Koot [2]  | 6-3, 6-4                             |
| Silla de ruedas - Dobles quad - Final                | Andy Lapthorne [1] David Wagner [1]  | Dylan Alcott [2] Bryan Barten [2]      | 3-6, 6-0, [10-4]                     |
| Fondo de color indica un partido de la rama femenina |                                      |                                        |                                      |

### Día 14 (9 de septiembre)
- Cabezas de serie eliminados:
  - Individual masculino:  Juan Martín del Potro [3]
  - Dobles femenino:  Tímea Babos /  Kristina Mladenovic [2]
- Orden de juego

| Partidos en los estadios principales                 | Partidos en los estadios principales     | Partidos en los estadios principales    | Partidos en los estadios principales |
| Partidos en el Arthur Ashe Stadium                   | Partidos en el Arthur Ashe Stadium       | Partidos en el Arthur Ashe Stadium      | Partidos en el Arthur Ashe Stadium   |
| Evento                                               | Ganador                                  | Perdedor                                | Marcador                             |
| ---------------------------------------------------- | ---------------------------------------- | --------------------------------------- | ------------------------------------ |
| Dobles femenino - Final                              | Ashleigh Barty [13] Coco Vandeweghe [13] | Tímea Babos [2] Kristina Mladenovic [2] | 3-6, 7-6(7-2), 7-6(8-6)              |
| Individual masculino - Final                         | Novak Djokovic [6]                       | Juan Martín del Potro [3]               | 6-3, 7-6(7-4), 6-3                   |
| Partidos en el Louis Armstrong Stadium               |                                          |                                         |                                      |
| Evento                                               | Ganador                                  | Perdedor                                | Marcador                             |
| Individual júnior masculino - Final                  | Thiago Seyboth Wild [6]                  | Lorenzo Musetti                         | 6-1, 2-6, 6-2                        |
| Individual júnior femenino - Final                   | Xiyu Wang [3]                            | Clara Burel [11]                        | 7-6(7-4), 6-2                        |
| Silla de ruedas - Individual femenino - Final        | Diede de Groot [1]                       | Yui Kamiji [2]                          | 6-2, 6-3                             |
| Silla de ruedas - Individual masculino - Final       | Alfie Hewett [2]                         | Shingo Kunieda [1]                      | 6-3, 7-5                             |
| Fondo de color indica un partido de la rama femenina |                                          |                                         |                                      |

## Cabezas de serie
Los cabezas de serie se basan en los rankings ATP y WTA del 20 de agosto de 2018. La clasificación y los puntos serán del 27 de agosto de 2018.

### Individual masculino
| N.º | Clasif | Jugador               | Puntos | Puntos por defender | Puntos ganados | Nuevos puntos | Ronda hasta la que avanzó en el torneo                  |
| --- | ------ | --------------------- | ------ | ------------------- | -------------- | ------------- | ------------------------------------------------------- |
| 1   | 1      | Rafael Nadal          | 10040  | 2000                | 720            | 8760          | Semifinales, se retiró ante Juan Martín del Potro [3]   |
| 2   | 2      | Roger Federer         | 7080   | 360                 | 180            | 6900          | Cuarta ronda, perdió ante John Millman                  |
| 3   | 3      | Juan Martín del Potro | 5500   | 720                 | 1200           | 5980          | Final, perdió ante Novak Djokovic [6]                   |
| 4   | 4      | Alexander Zverev      | 4845   | 45                  | 90             | 4890          | Tercera ronda, perdió ante Philipp Kohlschreiber        |
| 5   | 5      | Kevin Anderson        | 4615   | 1200                | 180            | 3595          | Cuarta ronda, perdió ante Dominic Thiem [9]             |
| 6   | 6      | Novak Djokovic        | 4445   | 0                   | 2000           | 6445          | Campeón, venció a Juan Martín del Potro [3]             |
| 7   | 7      | Marin Čilić           | 4445   | 90                  | 360            | 4715          | Cuartos de final, perdió ante Kei Nishikori [21]        |
| 8   | 8      | Grigor Dimitrov       | 3790   | 45                  | 10             | 3755          | Primera ronda, perdió ante Stan Wawrinka [WC]           |
| 9   | 9      | Dominic Thiem         | 3485   | 180                 | 360            | 3665          | Cuartos de final, perdió ante Rafael Nadal [1]          |
| 10  | 10     | David Goffin          | 3435   | 180                 | 180            | 3435          | Cuarta ronda, perdió ante Marin Čilić [7]               |
| 11  | 11     | John Isner            | 3200   | 90                  | 360            | 3470          | Cuartos de final, perdió ante Juan Martín del Potro [3] |
| 12  | 12     | Pablo Carreño         | 2425   | 720                 | 45             | 1750          | Segunda ronda, se retiró ante João Sousa                |
| 13  | 13     | Diego Schwartzman     | 2380   | 360                 | 90             | 2110          | Tercera ronda, perdió ante Kei Nishikori [21]           |
| 14  | 14     | Fabio Fognini         | 2190   | 10                  | 45             | 2225          | Segunda ronda, perdió ante John Millman                 |
| 15  | 15     | Stefanos Tsitsipas    | 2042   | (125)†              | 45             | 1962          | Segunda ronda, perdió ante Daniil Medvédev              |
| 16  | 16     | Kyle Edmund           | 1935   | 90                  | 10             | 1855          | Primera ronda, perdió ante Paolo Lorenzi                |
| 17  | 17     | Lucas Pouille         | 1915   | 180                 | 90             | 1825          | Tercera ronda, perdió ante João Sousa                   |
| 18  | 18     | Jack Sock             | 1815   | 10                  | 45             | 1850          | Segunda ronda, perdió ante Nikoloz Basilashvili         |
| 19  | 23     | Roberto Bautista      | 1650   | 90                  | 10             | 1570          | Primera ronda, perdió ante Jason Kubler [WC]            |
| 20  | 20     | Borna Ćorić           | 1735   | 90                  | 180            | 1825          | Cuarta ronda, perdió ante Juan Martín del Potro [3]     |
| 21  | 19     | Kei Nishikori         | 1755   | 0                   | 720            | 2475          | Semifinales, perdió ante Novak Djokovic [6]             |
| 22  | 21     | Marco Cecchinato      | 1734   | (48)†               | 10             | 1696          | Primera ronda, perdió ante Julien Benneteau             |
| 23  | 22     | Hyeon Chung           | 1630   | 45                  | 45             | 1630          | Segunda ronda, perdió ante Mikhail Kukushkin            |
| 24  | 27     | Damir Džumhur         | 1475   | 90                  | 10             | 1395          | Primera ronda, perdió ante Dušan Lajović                |
| 25  | 24     | Milos Raonic          | 1575   | 0                   | 180            | 1755          | Cuarta ronda, perdió ante John Isner [11]               |
| 26  | 25     | Richard Gasquet       | 1535   | 10                  | 90             | 1615          | Tercera ronda, perdió ante Novak Djoković [6]           |
| 27  | 26     | Karen Jachanov        | 1525   | 10                  | 90             | 1605          | Tercera ronda, perdió ante Rafael Nadal [1]             |
| 28  | 28     | Denis Shapovalov      | 1385   | 205                 | 90             | 1270          | Tercera ronda, perdió ante Kevin Anderson [5]           |
| 29  | 29     | Adrian Mannarino      | 1365   | 90                  | 10             | 1285          | Primera ronda, perdió ante Frances Tiafoe               |
| 30  | 30     | Nick Kyrgios          | 1345   | 10                  | 90             | 1425          | Tercera ronda, perdió ante Roger Federer [2]            |
| 31  | 32     | Fernando Verdasco     | 1330   | 45                  | 90             | 1375          | Tercera ronda, perdió ante Juan Martín del Potro [3]    |
| 32  | 33     | Filip Krajinović      | 1314   | (29)+(33)†          | 10+20          | 1282          | Primera ronda, se retiró ante Matthew Ebden             |

### Individual femenino
| N.º | Clasif | Jugadora                 | Puntos | Puntos por defender | Puntos ganados | Nuevos puntos | Ronda hasta la que avanzó en el torneo                  |
| --- | ------ | ------------------------ | ------ | ------------------- | -------------- | ------------- | ------------------------------------------------------- |
| 1   | 1      | Simona Halep             | 8061   | 10                  | 10             | 8061          | Primera ronda, perdió ante Kaia Kanepi                  |
| 2   | 2      | Caroline Wozniacki       | 5975   | 70                  | 70             | 5975          | Segunda ronda, perdió ante Lesia Tsurenko               |
| 3   | 3      | Sloane Stephens          | 5482   | 2000                | 430            | 3912          | Cuartos de final, perdió ante Anastasija Sevastova [19] |
| 4   | 4      | Angelique Kerber         | 5305   | 10                  | 130            | 5425          | Tercera ronda, perdió ante Dominika Cibulková [29]      |
| 5   | 5      | Petra Kvitová            | 4885   | 430                 | 130            | 4585          | Tercera ronda, perdió ante Aryna Sabalenka [26]         |
| 6   | 6      | Caroline Garcia          | 4725   | 130                 | 130            | 4725          | Tercera ronda, perdió ante Carla Suárez [30]            |
| 7   | 7      | Elina Svitolina          | 4555   | 240                 | 240            | 4555          | Cuarta ronda, perdió ante Anastasija Sevastova [19]     |
| 8   | 8      | Karolína Plíšková        | 4105   | 430                 | 430            | 4105          | Cuartos de final, perdió ante Serena Williams [17]      |
| 9   | 9      | Julia Görges             | 3900   | 240                 | 70             | 3730          | Segunda ronda, perdió ante Ekaterina Makarova           |
| 10  | 10     | Jeļena Ostapenko         | 3787   | 130                 | 130            | 3787          | Tercera ronda, perdió ante María Sharápova [22]         |
| 11  | 11     | Daria Kasátkina          | 3525   | 240                 | 70             | 3355          | Segunda ronda, perdió ante Aliaksandra Sasnovich        |
| 12  | 12     | Garbiñe Muguruza         | 3500   | 240                 | 70             | 3330          | Segunda ronda, perdió ante Karolína Muchová [Q]         |
| 13  | 13     | Kiki Bertens             | 3260   | 10                  | 130            | 3380          | Tercera ronda, perdió ante Markéta Vondroušová          |
| 14  | 14     | Madison Keys             | 3212   | 1300                | 780            | 2692          | Semifinales, perdió ante Naomi Osaka [20]               |
| 15  | 15     | Elise Mertens            | 2940   | 10                  | 240            | 3170          | Cuarta ronda, perdió ante Sloane Stephens [3]           |
| 16  | 16     | Venus Williams           | 2841   | 780                 | 130            | 2191          | Tercera ronda, perdió ante Serena Williams [17]         |
| 17  | 26     | Serena Williams          | 1676   | 0                   | 1300           | 2976          | Final, perdió ante Naomi Osaka [20]                     |
| 18  | 17     | Ashleigh Barty           | 2740   | 130                 | 240            | 2850          | Cuarta ronda, perdió ante Karolína Plíšková [8]         |
| 19  | 18     | Anastasija Sevastova     | 2250   | 430                 | 780            | 2600          | Semifinales, perdió ante Serena Williams [17]           |
| 20  | 19     | Naomi Osaka              | 2245   | 130                 | 2000           | 4115          | Campeona, venció a Serena Williams [17]                 |
| 21  | 21     | Mihaela Buzărnescu       | 2068   | 40                  | 0              | 2028          | Baja antes de la primera ronda.                         |
| 22  | 22     | María Sharápova          | 2003   | 240                 | 240            | 2003          | Cuarta ronda, perdió ante Carla Suárez [30]             |
| 23  | 23     | Barbora Strýcová         | 1930   | 70                  | 130            | 1990          | Tercera ronda, perdió ante Elise Mertens [15]           |
| 24  | 25     | Coco Vandeweghe          | 1878   | 780                 | 10             | 1108          | Primera ronda, perdió ante Kirsten Flipkens             |
| 25  | 32     | Daria Gavrilova          | 1435   | 70                  | 70             | 1435          | Segunda ronda, perdió ante Victoria Azarenka [WC]       |
| 26  | 20     | Aryna Sabalenka          | 2140   | (60)†               | 240            | 2320          | Cuarta ronda, perdió ante Naomi Osaka [20]              |
| 27  | 28     | Anastasia Pavlyuchenkova | 1585   | 10                  | 10             | 1585          | Primera ronda, perdió ante Rebecca Peterson             |
| 28  | 27     | Anett Kontaveit          | 1665   | 10                  | 10             | 1665          | Primera ronda, perdió ante Kateřina Siniaková           |
| 29  | 35     | Dominika Cibulková       | 1390   | 70                  | 240            | 1560          | Cuarta ronda, perdió ante Madison Keys [14]             |
| 30  | 24     | Carla Suárez             | 1879   | 240                 | 430            | 2069          | Cuartos de final, perdió ante Madison Keys [14]         |
| 31  | 29     | Magdaléna Rybáriková     | 1540   | 130                 | 10             | 1420          | Primera ronda, perdió ante Qiang Wang                   |
| 32  | 30     | Maria Sakkari            | 1514   | 130                 | 70             | 1454          | Segunda ronda, perdió ante Sofia Kenin                  |

## Cabezas de serie dobles
| Jugadores             | Jugadores              | Clasif | N.º |
| --------------------- | ---------------------- | ------ | --- |
| Oliver Marach         | Mate Pavić             | 5      | 1   |
| Henri Kontinen        | John Peers             | 9      | 2   |
| Mike Bryan            | Jack Sock              | 13     | 3   |
| Jamie Murray          | Bruno Soares           | 15     | 4   |
| Juan Sebastián Cabal  | Robert Farah           | 21     | 5   |
| Jean-Julien Rojer     | Horia Tecău            | 24     | 6   |
| Łukasz Kubot          | Marcelo Melo           | 27     | 7   |
| Raven Klaasen         | Michael Venus          | 36     | 8   |
| Pierre-Hugues Herbert | Nicolas Mahut          | 42     | 9   |
| Feliciano López       | Marc López             | 44     | 10  |
| Ivan Dodig            | Marcel Granollers      | 51     | 11  |
| Ben McLachlan         | Jan-Lennard Struff     | 53     | 12  |
| Julio Peralta         | Horacio Zeballos       | 63     | 13  |
| Robin Haase           | Matwé Middelkoop       | 63     | 14  |
| Rohan Bopanna         | Édouard Roger-Vasselin | 64     | 15  |
| Dominic Inglot        | Franko Škugor          | 66     | 16  |

| Jugadoras          | Jugadoras           | Clasif | N.º |
| ------------------ | ------------------- | ------ | --- |
| Barbora Krejčíková | Kateřina Siniaková  | 7      | 1   |
| Tímea Babos        | Kristina Mladenovic | 9      | 2   |
| Andrea Hlaváčková  | Barbora Strýcová    | 17     | 3   |
| Gabriela Dabrowski | Xu Yifan            | 21     | 4   |
| Andreja Klepač     | María José Martínez | 28     | 5   |
| Lucie Hradecká     | Yekaterina Makárova | 32     | 6   |
| Elise Mertens      | Demi Schuurs        | 32     | 7   |
| Nicole Melichar    | Květa Peschke       | 33     | 8   |
| Kiki Bertens       | Johanna Larsson     | 39     | 9   |
| Chan Hao-ching     | Yang Zhaoxuan       | 43     | 10  |
| Vania King         | Katarina Srebotnik  | 64     | 11  |
| Alicja Rosolska    | Abigail Spears      | 64     | 12  |
| Ashleigh Barty     | Coco Vandeweghe     | 66     | 13  |
| Raquel Atawo       | Anna-Lena Grönefeld | 66     | 14  |
| Irina-Camelia Begu | Monica Niculescu    | 70     | 15  |
| Miyu Kato          | Makoto Ninomiya     | 81     | 16  |

### Dobles mixto
| Jugadores          | Jugadores              | Clasif | N.º |
| ------------------ | ---------------------- | ------ | --- |
| Gabriela Dabrowski | Mate Pavić             | 12     | 1   |
| Nicole Melichar    | Oliver Marach          | 19     | 2   |
| Hao-Ching Chan     | Henri Kontinen         | 28     | 3   |
| Yung-Jan Chan      | Ivan Dodig             | 29     | 4   |
| Andrea Hlaváčková  | Édouard Roger-Vasselin | 34     | 5   |
| Demi Schuurs       | Matwé Middelkoop       | 41     | 6   |
| Katarina Srebotnik | Michael Venus          | 41     | 7   |
| Abigail Spears     | Juan Sebastián Cabal   | 43     | 8   |

## Invitados
| - Jenson Brooksby - Bradley Klahn - Michael Mmoh - Noah Rubin - Tim Smyczek - Stan Wawrinka - Jason Kubler - Corentin Moutet | - Amanda Anisimova - Claire Liu - Asia Muhammad - Whitney Osuigwe - Victoria Azarenka - Svetlana Kuznetsova - Lizette Cabrera - Harmony Tan |

| - Patrick Kypson / Danny Thomas - Christian Harrison / Ryan Harrison - Evan King / Nathan Pasha - Kevin King / Reilly Opelka - Bradley Klahn / Daniel Nestor - Christopher Eubanks / Donald Young - Martin Redlicki / Evan Zhu | - Jennifer Brady / Asia Muhammad - Caroline Dolehide / Christina McHale - Nicole Gibbs / Sabrina Santamaria - Sofia Kenin / Sachia Vickery - Allie Kiick / Jamie Loeb - Varvara Lepchenko / Bernarda Pera - Caty McNally / Whitney Osuigwe |

### Dobles mixto
- Amanda Anisimova /  Michael Mmoh
- Kaitlyn Christian /  James Cerretani
- Danielle Collins /  Tom Fawcett
- Cori Gauff /  Christopher Eubanks
- Jamie Loeb /  Noah Rubin
- Christina McHale /  Christian Harrison
- Whitney Osuigwe /  Frances Tiafoe
- Taylor Townsend /  Donald Young

## Clasificación
Las competiciones clasificatorias tendrán lugar en el Centro Nacional de Tenis USTA Billie Jean King del 21 al 24 de agosto de 2018.
| 1. Ugo Humbert 2. Stefano Travaglia 3. Federico Gaio 4. Casper Ruud 5. Marcel Granollers 6. Hubert Hurkacz 7. Lloyd Harris 8. Dennis Novak 9. Félix Auger-Aliassime 10. Collin Altamirano 11. Mitchell Krueger 12. Donald Young 13. Tommy Robredo 14. Facundo Bagnis 15. Yannick Maden 16. Carlos Berlocq | 1. Jil Teichmann 2. Marie Bouzková 3. Anna Kalinskaya 4. Julia Glushko 5. Karolína Muchová 6. Anhelina Kalinina 7. Arantxa Rus 8. Francesca Di Lorenzo 9. Ons Jabeur 10. Nicole Gibbs 11. Heather Watson 12. Vera Zvonareva 13. Kathinka von Deichmann 14. Danielle Lao 15. Patty Schnyder 16. Eugénie Bouchard |

## Campeones defensores
| Evento                      | Campeones de 2017             | Campeones de 2018                  |
| --------------------------- | ----------------------------- | ---------------------------------- |
| Individual masculino        | Rafael Nadal                  | Novak Djokovic                     |
| Individual femenino         | Sloane Stephens               | Naomi Osaka                        |
| Dobles masculino            | Jean-Julien Rojer Horia Tecău | Mike Bryan Jack Sock               |
| Dobles femenino             | Yung-Jan Chan Martina Hingis  | Ashleigh Barty Coco Vandeweghe     |
| Dobles mixto                | Martina Hingis Jamie Murray   | Bethanie Mattek-Sands Jamie Murray |
| Individual júnior masculino | Wu Yibing                     | Thiago Seyboth Wild                |
| Individual júnior femenino  | Amanda Anisimova              | Xiyu Wang                          |
| Dobles júnior masculino     | Hsu Yu-hsiou Wu Yibing        | Adrian Andreev Anton Matusevich    |
| Dobles júnior femenino      | Olga Danilović Marta Kostyuk  | Cori Gauff Caty McNally            |

## Campeones

### Sénior

#### Individuales masculino
Novak Djokovic venció a  Juan Martín del Potro por 6-3, 7-6(7-4), 6-3

#### Individuales femenino
Naomi Osaka venció a  Serena Williams por 6-2, 6-4

#### Dobles masculino
Mike Bryan /  Jack Sock vencieron a  Łukasz Kubot /  Marcelo Melo por 6-3, 6-1

#### Dobles femenino
Ashleigh Barty /  Coco Vandeweghe vencieron a  Tímea Babos /  Kristina Mladenovic por 3-6, 7-6(7-2), 7-6(8-6)

#### Dobles mixtos
Bethanie Mattek-Sands /  Jamie Murray vencieron a  Alicja Rosolska /  Nikola Mektić por 2-6, 6-3, [11-9]

### Júnior

#### Individuales masculino
Thiago Seyboth Wild venció a  Lorenzo Musetti por 6-1, 2-6, 6-2

#### Individuales femenino
Xiyu Wang venció a  Clara Burel por 7-6(7-4), 6-2

#### Dobles masculinos
Adrian Andreev /  Anton Matusevich vencieron a  Emilio Nava /  Axel Nefve por 6-4, 2-6, [10-8]

#### Dobles femeninos
Cori Gauff /  Caty McNally vencieron a  Hailey Baptiste /  Dalayna Hewitt por 6-3, 6-2

### Silla de ruedas

#### Individual masculino
Alfie Hewett venció a  Shingo Kunieda por 6-3, 7-5

#### Individual femenino
Diede de Groot venció a  Yui Kamiji por 6-2, 6-3

#### Dobles masculino
Alfie Hewett /  Gordon Reid vencieron a  Stéphane Houdet /  Nicolas Peifer por 5-7, 6-3, [11-9]

#### Dobles femenino
Diede de Groot /  Yui Kamiji vencieron a  Marjolein Buis /  Aniek van Koot por 6-3, 6-4

#### Individual Quad
Dylan Alcott venció a  David Wagner por 7-5, 6-2

#### Dobles Quad
Andrew Lapthorne /  David Wagner vencieron a   Dylan Alcott /  Brian Barten por 3-6, 6-0, [10-4]